# مات كينلي
مات كينلي (بالإنجليزية: Matt Kennelly)‏ هو لاعب كرة قاعدة أسترالي، ولد في 21 مارس 1989 في فرمنتل الشرقية ‏ في أستراليا.

## وصلات خارجية
- مات كينلي على موقع دوري كرة القاعدة الرئيسي (الإنجليزية)
- مات كينلي على موقع دوري أستراليا لكرة القاعدة (الإنجليزية)
- مات كينلي على موقعبيزبول رفرنس.كوم (الدوري الثانوي) (الإنجليزية)